# 冥祥記
《冥祥記》，古代佛教靈應故事集。南朝梁王琰撰，共十卷。
南朝人王琰自小皈依佛門，所撰《冥祥記》廣集諸類佛教應驗之說，有一部分是作者自己的親見親聞。記載可以補正史之不足。《冥祥記》原書於宋以后史志皆不見載，遺文在《法苑珠林》及《太平廣記》中所存最多，《廣記》原注「出《冥祥記》」者，凡四十二條。鲁迅《古小说钩沉》輯出一百三十一条，其中觀世音菩薩故事三十五条。王曼穎的《補續冥祥記》，明顯為補續《冥祥記》作品。